# Distretto di Bukwo
Il distretto di Bukwo è un distretto dell'Uganda, situato nella Regione orientale. La città di Bukwo è il suo principale centro politico, amministrativo e commerciale e il sito del quartier generale del distretto.

## Posizione
Il distretto di Bukwo confina con il distretto di Amudat a nord, il Kenya a est e sud e il distretto di Kween a ovest e nord-ovest. La città di Nukwo si trova a circa 83 chilometri (52 miglia), su strada, a nord-est di Mbale, la più grande città vicina. Le coordinate del distretto di Bukwo sono 01°16'N, 34°44'E.

## Panoramica
Il distretto è stato creato il 1 luglio 2005. Prima di allora, il distretto di Bukwo faceva parte del distretto di Kapchorwa. È stato creato dalla contea di Kongasis. Nel distretto di Bukwo vivono molte persone istruite, ma molti se ne sono andati per trovare maggiore prosperità e opportunità nel vicino paese del Kenya.

## Infrastruttura e trasporti
Molte delle strade di Bukwo sono inaccessibili o impraticabili. Inoltre, c'è una diffusa mancanza di elettricità e servizi di telecomunicazione in tutto il distretto che rende difficile la costruzione di nuove infrastrutture. I vari governi ugandesi non hanno sviluppato questa parte del paese, a cominciare dai governi coloniali nella prima parte del XX secolo, attraverso i regimi Milton Obote, Idi Amin, Obote II e Movimento di Resistenza Nazionale ugandese.

## Economia e Conflitti
Molti degli abitanti del distretto di Bukwo vivono in condizioni di estrema povertà. Il distretto è anche afflitto da una persistente insicurezza dovuta alle incursioni dei ladri di bestiame da parte di gruppi etnici del Karamoja, situato nel nord-est dell'Uganda e dei popoli Turkana e Pokot del vicino Kenya. Queste problematiche si presentano già a partire dagli anni '50 e '60. La maggior parte della popolazione della parte settentrionale del distretto di Bukwo sono state sfollate internamente da ladri di bestiame e da allora non sono state reinsediate nella loro terra d'origine. Alcune di queste persone hanno scelto di acquistare terreni da aree che sembravano sicure, mentre altri che non potevano permettersi di acquistare nuovi terreni continuano a vivere come abusivi.

## Popolazione
Nel 1991, il censimento nazionale della popolazione dell'Uganda stimava la popolazione distrettuale del Bukwo a 30.700 persone. Il censimento nazionale nel 2002 ha stimato la popolazione a 49.000, con un tasso di crescita annuale della popolazione del 4,2%. Nel 2012, la popolazione di Bukwo era stimata in 73.400 abitanti.